# 牧場上的少女卡特莉
《牧場上的少女卡特莉》為日本動畫公司製作的《世界名作劇場》系列第10部的動畫作品。改編自芬蘭作家奧妮·諾利瓦拉的作品《牧場上的少女》（Paimen, piika ja emäntä）。自1984年1月8日播至同年1984年12月23日，全49集。

## 作品概要
- 舞臺是20世紀初期的芬蘭。與母親別離，並且和爺爺奶奶一起生活的少女卡特莉，她與牧場上的畜牧人在一起，而後也在房子裡開始工作著。
- 因為這是以芬蘭作為舞台的故事，所以BGM採用尚·西貝柳斯的作品，如下有使用。
  - 交響詩「芬蘭頌」op.26
  - 交響詩「圖奧內拉的天鵝」op.22-3
  - 卡萊瓦拉組曲 op.11
  - Rakastava（戀愛的人）op.14
- 時代設定相差了近100年，與原作有很大的差異。在庫賽拉家以後的故事都是動畫的原創故事。還有，動畫中有『卡萊瓦拉」(カレワラ)作品中是以（「卡萊萬拉」(カレヴァラ)來稱呼）等許多書籍登場，不過其中大部分在原作的時代都還不存在，是動畫原創設定。
- 原作裡，作者奧妮·諾利瓦拉是以自己奶奶的少女時代為模特兒寫成的書(最終話旁白說卡特莉成為了作家，不過作者的奶奶沒有成為作家)。
- 原作在森本安子於1952年的介紹之後，開始被收錄在以少年和少女為對象的文學全集裡面。但是在這部動畫播映的時候，也就是1980年代的日本，原作的知名度很低，可說是沒有，因此在收視率方面是一場浩大辛苦的戰爭，在中途也差點有出現要腰斬的危機。但是，因為製作人員的辛苦奮鬥效果，總算撐到一年才結束。現在作品也有了很高度的評價。
- 在世界名作劇場史上，卡特莉可說是最勤快的工作者(作品中，卡特莉沒有工作的時候，只有在萊伊柯拉家因為感冒的事情以外，此外她幾乎都在賣力的工作著)。
- 母親到遙遠的國家工作的設定，使人想起『尋母三千里』中的情節，不過與尋母三千里中馬可為了尋找母親，而遠渡阿根廷形成對比，牧場上的少女卡特莉，只是一心一意地的等著母親，還有她捎來的信。不僅僅時代背景是在第一次世界大戰的時候，與原作相同的地方只是描寫卡特莉在等待母親的故事而已。還有，與尋母三千里的設定是以幾乎相反的設定來製作的。
- 除了卡特莉等待母親，和馬可為了尋找母親走了三千里的道路這一點外，兩部作品主角的境遇(馬可的運氣非常的差，卡特莉的運氣非常的好)，和主角的職業(馬可去尋找工作，但是他幾乎被拒絕，但卡特莉不曾被拒絕過，相反的是她拒絕了對方。)都形成對比。可以看的出這兩部作品在製作上採取了相反的方向。

## 故事概要
- 時代是在1914年的南芬蘭的農村裡。卡特莉在她6歲的時候，母親為了生計而到德國去工作，在歐洲的第一次世界大戰開始時，與母親往來的書信也就此斷了。而留在貧窮的爺爺奶奶的家的卡特莉，她為了幫助爺爺奶奶，決定要到農場去工作。之後，卡特莉勤奮的工作討人喜歡而受到許多人的支持，她在這種狀況下成長，最後她與母親再次相見。

## 登場人物與配音員陣容

### 主要登場人物(帕其村)
卡特莉‧伍康納米
配音員：及川瞳
故事的主角。是個喜好學習的女孩子。6歲的時候母親到德國去工作，因為家裡窘困的情況讓她9歲時就到外面去工作。有著異常強的運氣，很容易得到工作。她認真又責任感很強，很討人喜歡，有著開朗又心地善良的個性，有點如玉石般的頑固。她喜歡讀書，最後她成為圖爾庫的自由學校的特別待遇學生。頑固的個性與爺爺尤利斯部分相似。
第2話她腳的膝蓋上有受傷的痕跡，第13話她在洗桑拿的時候，那個受傷的痕跡不見了。
她的鞋子在世界名作劇場的主角中是很稀奇的，不知道是用什麼材料做成的鞋子。在中途穿著拉斯基先生幫她做的鞋子。
第34話卡特莉她的出生明朗化。據說，卡特莉她是在坦佩雷生的。3歲的時候，父親去世，母親莎拉因為要工作，從坦佩雷搭火車，託付給住在帕其的爺爺尤利斯。
莎拉‧伍康納米
配音員：藤田淑子
卡特莉的母親。卡特莉6歲的時候，出外到德國去工作，但是後來被戰爭捲入，導致信件的音訊全失。丈夫(卡特莉的父親)已經去世了。在第1話她送給卡特莉臘腸狗當作禮物。這隻臘腸狗就是亞柏。
尤利斯‧伍康納米
配音員：宮內幸平
卡特莉的爺爺。對莎拉來說是公公。患有心臟病。是個很頑固的人，很膩愛孫女卡特莉，不過卡特莉的頑固也和他很相似。
伊爾達‧伍康納米
配音員：京田尚子
卡特莉的奶奶。對莎拉來說是婆婆。她是個很溫柔的老奶奶，不過患有神經痛，常為它所苦。
亞柏
配音員：龍田直樹
卡特莉6歲的時候媽媽給她的臘腸狗。會取這個名字的理由是，卡特莉說：「這是我突然想到的」。但是，阿齊說，亞柏這名字是「舊約聖經」中出現的人名。。再來，卡特莉說：「這隻狗是帶著家畜回來的聰明的狗」，牠會做這樣的事情。亞柏的聲優(配音員)到了第8話之後才在聲優陣容表示出來。
尤拉
卡特莉家飼養的小牛，牠的母親在尤利斯去販賣的路途中，遇到熊襲擊而死。但牠好像不太聽卡特莉說的話。不過與亞柏的關係很好。結局時牠能擠出很好的牛奶。

### 哈爾馬家的人們(帕其村)
馬蒂‧哈爾馬
配音員：古谷徹
住在帕其村的哈爾馬家的兒子。與卡特莉有親戚關係，8歲時卡特莉來到他們家作畜牧人，他個性很懶散，有意外的根性。喜歡卡特莉的他與佩卡是對手，時常跟佩卡吵架。自從遇到卡特莉的後，才開始努力學習，不過努力有了結果，之後進入了圖爾庫的中學就讀。
瑪麗‧哈爾馬
配音員：津賀有子
馬蒂的姊姊，洋娃娃被馬蒂弄壞讓她有點不高興，一開始是個會拿著掃帚亂揮的可怕的人，不過其實是個還會送書給卡特莉看的和善的人。
順便一提，她教給卡特莉的書是維克多·雨果的『噫無情』(悲慘世界)的小說。在世界名作劇場中同個作者再度被介紹，是非常罕見的。維克多‧雨果的小說在世界名作劇場被介紹，是自1978年播映佩琳物語以來相隔6年才再次出現。
貝尼‧哈爾馬
配音員：辻村真人
馬蒂與瑪麗的父親，哈爾馬家的男主人。尤利斯說她的父親與貝尼他的爺爺好像是鄰居，因此有了親戚關係。一開始他是個很吝嗇的人，不過之後變的喜歡卡特莉，對伍康納米家很親切。
因為卡特莉讓馬蒂有上進心，說這都是她的功勞，作為答謝卡特莉照顧馬蒂，而支付給她到萊伊柯拉家的1年份的薪水，並且把它交給了卡特莉。在那之後卡特莉非常的吃驚。當卡特莉前往圖爾庫的時候，為她送別。
哈爾馬夫人
哈爾馬家的女主人，名字不詳，與丈夫貝尼一起來到海蓮娜的別墅作客。
湯普爾
配音員：飯塚昭三
在村子裡到處修鞋的鞋店老闆，他到哈爾馬家修鞋。對馬蒂提供了萊伊柯拉家的正在尋找畜牧人的情報。他有一個弟子（配音員：大島由美）。
卡特莉到萊伊柯拉家的途中，與他認識，那個時候，他在哈爾馬家的工作已經全部結束了，他說他要前往鄰村比爾基在的地方。
米洛蕾
配音員：向殿麻美
哈爾馬家的女傭。
薩沙
配音員：澤木郁也
哈爾馬家的畜牧人。順便一提，在第3話「春天的暴風雨」中，是在划船時受到波浪的衝擊因而導致船隻翻覆的人。

### 萊伊柯拉家、潘德拉家、米娜家別墅(薩羅地方)
泰姆‧萊伊柯拉
配音員：野島昭生
萊伊柯拉家的男主人。烏拉說凱薩凱伊特有(「夏天的湯」)的意思。使用夏季蔬菜和牛奶所做的基本的湯，是他喜歡吃的東西。最初他有點嚴厲，對於亞柏的事情，被頭沒尾的對卡特莉生氣，到了隔天，看到亞柏很能幹，對於沒頭沒尾的對卡特莉生氣而道歉。他非常喜歡勤奮工作的卡特莉。之後因為烏拉生病了，使他非常的焦慮，不過他原本是個明理的人。
烏拉‧萊伊柯拉
配音員：杉田郁子
萊伊柯拉家的女主人。原本有個叫蕾娜這個女兒，如果還活著的話就6歲了。因為失去蕾娜而患了精神分裂症。
安妮莉說兩年前蕾娜這個女孩兒死了，但之後卡特莉的生病後細心的看護著她，她的病就治好了。擅長做的料理是可麗餅。
在第8話，在薩羅湖附近的某個村子有一位女性的家裡，有種著芬蕪菁的菜苗，卡特莉前去懇求她讓給她。要芬蕪菁好像是有其用處的。
維希多利
配音員：藤井務
萊伊柯拉家雇用的人。擔任農夫。對卡特莉非常親切，與泰姆一起做著調查牛隻的工作，不過平時好像也有照顧羊。
安妮莉
配音員：鈴木玲子
萊伊柯拉家雇用的人。在主人家中擔任女傭的工作。非常親切總是很照顧卡特莉。看著非常喜歡學習的卡特莉，她說出卡特莉總有一天會成為像醫生一樣的人。
艾斯可
配音員：上田敏也
泰姆的叔叔。當泰姆對卡特莉生氣的時候，他幫忙庇護卡特莉，對卡特莉很和善，也是她的夥伴。
愛爾娜‧萊伊柯拉
烏拉所生的女孩子。
桂寧拉奶奶
配音員：高橋和枝
只有在冬天的時候，會在萊伊柯拉家的老奶奶，她在萊伊柯拉家教導，卡特莉如何紡織方法、布織方法、還有編毛線的方法。讓卡特莉對這方面的事情很熟稔。平常時，她都住在邱林特利(邱林村)，麻與麥子收割結束後的冬天之間，卡特莉每年都來到萊伊柯拉家。從她這裡知道了很多很有趣的故事，讓她每年都會來萊伊柯拉家聽故事。之後，卡特莉在來村子拜訪的時候，她已經去世了，葬禮已被舉行了。
巴伯
把桂寧拉奶奶送到萊伊柯拉家的人。
漢娜
配音員：吉田理保子
原本雇用在萊伊柯拉家工作的人，收割的時候來幫忙，與萊伊柯拉家的其他傭人不合。但是她的真面目是小偷，漢娜她是為了偷萊伊柯拉家的羊毛才來工作的。她認真到令人撲鼻，非常討厭卡特莉，有亞柏在她根本就不能夠作怪。最後逼到她只好把亞柏給綁起來了的困境。但是，因為桂寧拉奶奶的機智，使她變的不得不離開萊伊柯拉家。之後，與卡特莉再次見面時，打算把卡特莉賣給人口販子，徹底的給馬蒂嚴重的打擊，是個相當壞的人。
比爾基
配音員：岸野一彥
與提姆一起驅趕野狼的人。不過驅趕熊的時候也是在一起的。
阿諾
配音員：大山高男
提姆的表哥。
佩卡
配音員：鹽屋翼
在萊伊柯拉家的隔壁的潘德拉家擔任畜牧人而工作的少年。房子發生火災燒起來了，哥哥維爾傑米在庫賽拉家工作等事情。口氣有點差，幫助卡特莉和她的關係很要好。沒有想讀書的意願。一般認為名字的由來是「伊奈卡佩」(いなかっぺ)倒著念而來，但是實際上佩卡在芬蘭是很常見的名字。(如：指揮者艾薩‧佩卡‧薩洛南)
米娜
配音員：松尾佳子
海蓮娜的母親。
海蓮娜
配音員：小林優子
馬蒂的表姊。馬蒂他與畜牧人卡特莉非常好，但是她與卡特莉的感情不好。有著特別喜歡對卡特莉惡作劇的個性。有一次她故意在卡特莉的洋裝上灑上啤酒。
阿基‧藍塔
配音員：井上和彦
原本是圖爾庫的學校的大學生，但是因為身體搞壞後就沒去上學了，在萊伊柯拉家附近的別墅靜養的時候，與卡特莉認識，送給卡特莉卡萊萬拉與數學的書當禮物，幫助卡特莉學習。對卡特莉的事情非常在意，也很照顧卡特莉。他對卡特莉說過「亞柏這名字是舊約聖經上出現的名字」。
曾為芬蘭獨立運動而努力著，之後被警察逮捕。被釋放後成為新聞記者，之後與艾蜜莉亞認識，最後與艾蜜莉亞步上紅毯的另一端(結婚)。
藍塔夫人
配音員：武藤禮子
與海蓮娜的母親，米娜是朋友的關係，第13話時海蓮娜遇到了阿基。聽她母親說阿基在2、3天前從圖爾庫到這裡來(海蓮娜的別墅)。阿基的母親她也來了。
阿基家的傭人
配音員：武藤禮子
阿基別墅的女傭。好像並不是平時都在工作著。
倫斯托卡
萊伊柯拉家的牛。非常老實讓卡特莉不會感到很為難。
歐梅納
萊伊柯拉家的牛。
路西納
萊伊柯拉家的牛。脖子有受傷的痕跡。
維克納
萊伊柯拉家的牛。聽說總是很不聽話，讓卡特莉感到很為難。
小黑
萊伊柯拉家的牛。公牛。在牛群中看起來非常強壯，與維克納不同，是個很聽話的牛，非常喜歡卡特莉，還曾經為了她和熊發生衝突。
戴爾
萊伊柯拉家的牛。
約爾姆
提姆平常搭乘的馬車。
小白
在去北方牧場的時候，遇見的迷路的羊。一時成為了卡特莉的動物，被判斷附近有熊出沒的危險，之後卡特莉使用牠的毛製作了毛衣，卡特莉工作結束的時候，提姆買下了牠。

### 庫賽拉家(柯雷利西村)
洛塔‧庫賽拉
配音員：瀧澤久美子
庫賽拉家的女主人。是在都市長大的，對於農田方面的事情一概不知。興趣是刺繡，當成她的工作，也教導卡特莉學習如何繡出蕾絲花邊。對卡特莉很友好。但是在丈夫卡洛死後，她將房子讓給了維爾傑米，與克勞斯一起搬到圖爾庫的房子去。卡特莉她也在那裡的學校通學。
克勞斯‧庫賽拉
配音員：高坂真琴
洛塔的兒子4歲。是個愛哭鬼，卡特莉當他的褓母，時常和卡特莉與亞柏一起遊玩。喜歡卡特莉與亞柏。
艾蜜莉亞
配音員：水倉久美子→山本百合子
圖爾庫的護士。在卡特莉從萊伊柯拉家出來回家的途中遇到的。去柯雷利村的途中，卡特莉跌倒了，她為她診斷卡特莉受傷的情況，在卡特莉與她認識後，她對卡特莉說護士是很好的工作，對卡特莉的生活有極大的影響力，讓卡特莉決定要成為護士或是醫生。卡特莉去圖爾庫的時候，與她一起搭乘蒸氣火車。在那個時候認識了阿基，之後與阿基訂下婚約，最後她與阿基‧藍塔結婚了。
艾蜜莉亞的父親
配音員：廣瀨正志
艾蜜莉亞的爸爸。
卡洛‧庫賽拉
配音員：西村知道
庫賽拉家的男主人，洛塔的丈夫。是個軍人，階級是大佐。參加德國的戰爭。之後由於重病被送往赫爾辛基的醫院(3樓的318號房)，但是送到的當時已經回天乏術了。
漢麗卡
配音員：片岡富枝
庫賽拉家雇用的阿姨。對卡特莉工作老是做一些比她輕鬆的工作有些微的不滿。對於收割麥子的工作，覺得卡特莉太早收割了。不過之後看卡特莉如此辛勤的工作，漸漸的對她有些好感。
愛麗娜
配音員：木藤聰子
庫賽拉家雇用的人，維爾傑米(佩卡的哥哥)的未婚妻。平常都在家中做著要動用勞力的工作。是個很親切的姊姊。
維爾傑米
配音員：橋本晃一
佩卡的哥哥。庫賽拉家雇用的人，半年後與愛麗娜結婚。在卡洛死後，洛塔從圖爾庫回來時，將庫賽拉家的一切交給了他。
蘇菲亞‧尼拉南
配音員：松島實
在克勞斯生病的時候，偶然回到故鄉帕特可斯基的看診的女醫生，專業是小兒科。3個月後就正式成為正式醫生的女性，也是阿齊的朋友。登場時還是實習醫生。她在圖爾庫工作的醫院是聖保羅醫院。
她有車的駕照，不過她開車的時候很粗魯，讓乘載的卡特莉的眼睛都在昏眩的打轉。
配音陣容的地方都打成「蘇菲雅」(ソフィヤ)，不過正確來說是「蘇菲亞」(ソフィア)比較可能是正確的。
蕾雅
配音員：竹口安芸子
蘇菲亞的助手。
奧雷‧魯蓋耶
配音員：緒方賢一
睡眠精靈。在第31話登場，在卡特莉睡著後，邀請卡特莉到睡眠的世界，與母親相見。不過，這只是夢發生的事情，實際上不可能見到。
拉斯基
配音員：大久保正信(青年時：大塚芳忠)
來庫賽拉家做鞋子的鞋店師傅。他做著各式各樣的鞋子，維爾傑米說，今年在約其南家做鞋子之後來的。還幫卡特莉與克勞斯等人做了鞋子。
克斯特
配音員：島田敏
跟著拉斯基師傅有5年的弟子，還是個實習的，時常照顧著拉斯基師傅。他對於自己身為做鞋人沒有什麼自信，有著想停止身為做鞋人的念頭。
米奇
配音員：木藤聰子
從蘇菲亞那兒得到的貓。原本是蘇菲亞的父親飼養的貓，但是父親死後，蘇菲亞搬到圖爾庫，將這隻貓當禮物送給卡特莉。在庫賽拉家飼養著，但這隻貓還佔領著亞柏的家。

### 赫爾辛基
安蒂
在飯店工作的工作人員。
庫西
洛塔倒在教會的時候，前來診斷的醫生，不過一句台詞也沒有。
服務台的人
在飯店的服務台工作的服務人員。卡特莉與克勞斯玩起了服務台的電燈泡，打開關掉的玩著(與這相似的場景在佩琳物語中也有出現過)。
比爾基
在柯克商行接待的人物。腦筋好像不太好。
赫曼‧柯可
配音員：今西正男
柯可商行的董事長。
愛里亞斯‧李拉克
配音員：勝田久
李拉克家的主人，洛塔的父親，英妮絲的哥哥。在貿易公司工作，偶然來到柯可商行，與卡特莉認識後，對她很親切，並跟著卡特莉一起到赫爾辛基的飯店去，是個很和善的老爺爺。洛塔的刺繡，李拉克他打算要賣的。他帶洛塔去瑞典，沒想到這個刺繡在瑞典特別的暢銷。

### 圖爾庫
英妮絲‧李拉克
配音員：中西妙子
愛里亞斯的妹妹。代為愛里亞斯年輕的時候夫人早逝，在李拉克家被以夫人自居也被以夫人這樣稱呼她。不喜歡洛塔帶來的鄉下來的女孩卡特莉，心眼非常的壞，把卡特莉當成傭人般的處置。
在第43話問卡特莉算數的問題，最後的問題36.8-(2.82÷0.3×3.5)答案是多少，卡特莉很漂亮的答對了(答案是3.9)。
聽卡特莉的話覺得很頭痛，好像是老毛病，卡特莉為她介紹了蘇菲亞醫生，並接受了治療。非常感謝，在最後對卡特莉的性格有了180度的轉變，有著與卡特莉很和善的場面出現。
賽爾瑪
配音員：山田禮子
在李拉克家工作的傭人。她與英妮絲一樣，一開始她不太喜歡卡特莉，不過慢慢的解除了心房，對她有些好感。在荷蘭製的花瓶破裂的時候，她把這個真正的原因傳達給李拉克家的主人，幫助著卡特莉。
諾拉
配音員：峰敦子
在李拉克家工作的傭人，擔任料理方面的事情。薩羅門的妻子。
薩羅門
配音員：鄉里大輔
在李拉克家工作的傭人。卡特莉的夥伴。諾拉的丈夫，做著木匠和庭園方面的檢查工作。此外他幫亞柏做狗屋。還有蘇菲亞的汽車轉動的把手，啟動汽車的引擎等等。也是個很了解花兒的名字的人。
李奧
配音員：伊倉一惠
在圖爾庫公園裡與卡特莉認識的少年，為了找迷路的克勞斯與亞柏，他與卡特莉一起去尋找。不擅長算數。在卡特莉入學後與他是自由學校裡的同學。在惡作劇的少年們中，是很有常識的，對於卡特莉來說是很好的理解者，然而跟隨著卡特莉也知道缺點在哪裡。在坐在蘇菲亞的車子上和卡特莉一起被載著的時候，蘇菲亞聽說「卡特莉真像是某個國家的公主殿下呢！不是嗎？」。對於這個，蘇菲亞回答說「星星王國的公主殿下。」。對於這個答案李奧他也同意，因為他認為卡特莉是從某個國家逃到這裡來的公主。
旁白
配音員：武藤禮子
本故事的解說員。擔任解說故事的部份。

### 關於桂寧拉奶奶與拉斯基故事中的登場人物
白鶴報恩少女
配音員：潘惠子
桂寧拉奶奶的故事中出現的畜牧人。她幫助了受了傷的鶴，然而那隻鶴原本是王子被魔女的魔法變成這樣子，因為少女的真心使的王子的魔咒解除了，之後兩個人過著幸福的日子。
白鶴王子
配音員：速水獎
桂寧拉奶奶的故事中，受到畜牧人所幫助。事實上，他是被魔女的魔法所變成鶴的王子。
魔女
配音員：津田延代
桂寧拉奶奶的故事中登場的魔女。
惡魔
配音員：加藤治
拉斯基的故事中登場。被關在杉樹中的惡魔。

## 主題歌、插入歌
- 片頭曲『Love with You～愛的禮物～』(第1話~第49話)
  - 作詞：伊藤薰、歌：小林千繪、作曲：三木隆、編曲：鷺巢詩郎
- 片尾曲『風的搖籃曲』(第1話~第49話)
  - 作詞：伊藤薰、歌：小林千繪、作曲：伊藤薰、編曲：鷺巢詩郎
- 插入歌『朋友阿黛兒』
  - 作詞：伊藤薰、歌：及川瞳、作曲：伊藤薰、編曲：鷺巢詩郎

## 標題播映表
| 話數 | 副標題           | 播映日         | 腳本   | 分鏡               | 演出   | 作畫監督 |
| ---- | ---------------- | -------------- | ------ | ------------------ | ------ | -------- |
| 1    | 離別             | 1984年1月8日   | 宮崎晃 | 清瀨二郎           | 齊藤博 | 高野登   |
| 2    | 朋友             | 1984年1月15日  | 宮崎晃 | 清瀨二郎           | 齊藤博 | 森友典子 |
| 3    | 春天的暴風雨     | 1984年1月22日  | 宮崎晃 | 清瀨二郎           | 齊藤博 | 佐藤好春 |
| 4    | 決心             | 1984年1月29日  | 宮崎晃 | 清瀨二郎           | 齊藤博 | 高野登   |
| 5    | 出發             | 1984年2月5日   | 宮崎晃 | 清瀨二郎           | 齊藤博 | 保谷裕江 |
| 6    | 主人             | 1984年2月12日  | 宮崎晃 | 清瀨二郎           | 齊藤博 | 森友典子 |
| 7    | 夫人             | 1984年2月19日  | 宮崎晃 | 楠葉宏三           | 齊藤博 | 佐藤好春 |
| 8    | 災難             | 1984年2月26日  | 宮崎晃 | 清瀨二郎           | 齊藤博 | 森友典子 |
| 9    | 愛情             | 1984年3月4日   | 宮崎晃 | 清瀨二郎           | 齊藤博 | 高野登   |
| 10   | 約定             | 1984年3月11日  | 宮崎晃 | 楠葉宏三           | 齊藤博 | 佐藤好春 |
| 11   | 爭吵             | 1984年3月18日  | 宮崎晃 | 清瀨二郎           | 齊藤博 | 森友典子 |
| 12   | 信               | 1984年3月25日  | 宮崎晃 | 楠葉宏三           | 齊藤博 | 高野登   |
| 13   | 好棒的禮物       | 1984年4月1日   | 宮崎晃 | 楠葉宏三           | 齊藤博 | 佐藤好春 |
| 14   | 第一次招待       | 1984年4月8日   | 宮崎晃 | 清瀨二郎           | 齊藤博 | 森友典子 |
| 15   | 意想不到的薪水   | 1984年4月15日  | 宮崎晃 | 楠葉宏三           | 齊藤博 | 高野登   |
| 16   | 迷路的羊         | 1984年4月22日  | 宮崎晃 | 清瀨二郎           | 齊藤博 | 佐藤好春 |
| 17   | 驅趕野狼的日子   | 1984年4月29日  | 宮崎晃 | 清瀨二郎           | 齊藤博 | 森友典子 |
| 18   | 兩個火災         | 1984年5月6日   | 宮崎晃 | 清瀨二郎           | 齊藤博 | 高野登   |
| 19   | 鄰居             | 1984年5月13日  | 宮崎晃 | 楠葉宏三           | 齊藤博 | 佐藤好春 |
| 20   | 來的人與去的人   | 1984年5月20日  | 宮崎晃 | 清瀨二郎           | 齊藤博 | 森友典子 |
| 21   | 亞柏被盯上了     | 1984年5月27日  | 宮崎晃 | 清瀨二郎           | 齊藤博 | 高野登   |
| 22   | 等待春天         | 1984年6月3日   | 宮崎晃 | 清瀨二郎、楠葉宏三 | 齊藤博 | 佐藤好春 |
| 23   | 熊與牛哪個比較強 | 1984年6月17日  | 宮崎晃 | 清瀨二郎、楠葉宏三 | 齊藤博 | 森友典子 |
| 24   | 相遇與離別       | 1984年6月24日  | 宮崎晃 | 清瀨二郎、楠葉宏三 | 齊藤博 | 高野登   |
| 25   | 在島上的事情     | 1984年7月1日   | 宮崎晃 | 清瀨二郎           | 齊藤博 | 佐藤好春 |
| 26   | 需要幫助的人     | 1984年7月8日   | 宮崎晃 | 清瀨二郎           | 齊藤博 | 森友典子 |
| 27   | 都市教育出來的   | 1984年7月15日  | 宮崎晃 | 清瀨二郎           | 齊藤博 | 高野登   |
| 28   | 新生活           | 1984年7月22日  | 宮崎晃 | 清瀨二郎           | 齊藤博 | 佐藤好春 |
| 29   | 所做的夢         | 1984年8月5日   | 宮崎晃 | 清瀨二郎           | 齊藤博 | 森友典子 |
| 30   | 像美麗的天鵝般   | 1984年8月12日  | 宮崎晃 | 清瀨二郎           | 齊藤博 | 高野登   |
| 31   | 被送來的書       | 1984年8月19日  | 宮崎晃 | 清瀨二郎           | 齊藤博 | 佐藤好春 |
| 32   | 魔法的書與惡魔   | 1984年8月26日  | 宮崎晃 | 清瀨二郎           | 齊藤博 | 森友典子 |
| 33   | 喜悅與悲傷       | 1984年9月2日   | 宮崎晃 | 清瀨二郎           | 齊藤博 | 高野登   |
| 34   | 到赫爾辛基去     | 1984年9月9日   | 宮崎晃 | 清瀨二郎           | 齊藤博 | 佐藤好春 |
| 35   | 父親與女兒       | 1984年9月16日  | 宮崎晃 | 清瀨二郎           | 齊藤博 | 森友典子 |
| 36   | 夫人的決心       | 1984年9月23日  | 宮崎晃 | 清瀨二郎           | 齊藤博 | 高野登   |
| 37   | 迷路的亞柏       | 1984年9月30日  | 宮崎晃 | 清瀨二郎           | 齊藤博 | 佐藤好春 |
| 38   | 各自的道路       | 1984年10月7日  | 宮崎晃 | 清瀨二郎           | 齊藤博 | 森友典子 |
| 39   | 哈爾馬家的派對   | 1984年10月14日 | 宮崎晃 | 清瀨二郎           | 齊藤博 | 高野登   |
| 40   | 旅伴             | 1984年10月21日 | 宮崎晃 | 清瀨二郎           | 齊藤博 | 佐藤好春 |
| 41   | 圖爾庫的人們     | 1984年10月28日 | 宮崎晃 | 清瀨二郎           | 齊藤博 | 森友典子 |
| 42   | 沒有畫的童書     | 1984年11月4日  | 宮崎晃 | 清瀨二郎           | 齊藤博 | 高野登   |
| 43   | 坐汽車！         | 1984年11月11日 | 宮崎晃 | 清瀨二郎           | 齊藤博 | 佐藤好春 |
| 44   | 討厭的女孩       | 1984年11月18日 | 宮崎晃 | 清瀨二郎           | 齊藤博 | 森友典子 |
| 45   | 辛苦的一天       | 1984年11月25日 | 宮崎晃 | 清瀨二郎           | 齊藤博 | 高野登   |
| 46   | 美麗的東西       | 1984年12月2日  | 宮崎晃 | 清瀨二郎           | 齊藤博 | 佐藤好春 |
| 47   | 土產是書包       | 1984年12月9日  | 宮崎晃 | 清瀨二郎           | 齊藤博 | 森友典子 |
| 48   | 啊啊！入學       | 1984年12月16日 | 宮崎晃 | 清瀨二郎           | 齊藤博 | 高野登   |
| 49   | 媽媽回國         | 1984年12月23日 | 宮崎晃 | 清瀨二郎           | 齊藤博 | 佐藤好春 |

## 外部連結
- 牧場上的少女卡特莉之家 （页面存档备份，存于）（日語）
- 互联网电影数据库（IMDb）上《牧場上的少女卡特莉》的资料（英文）